# Terrasse du 8 mai 1945
 (mars 2018).
Si vous disposez d'ouvrages ou d'articles de référence ou si vous connaissez des sites web de qualité traitant du thème abordé ici, merci de compléter l'article en donnant les références utiles à sa vérifiabilité et en les liant à la section « Notes et références ».
La Terrasse du 8 mai 1945 est une esplanade située à Bordeaux, chef-lieu du département français de la Gironde et de la région Nouvelle-Aquitaine, et faisant partie intégrante du quartier Mériadeck construit dans les années 1960.

## Histoire
Le quartier de Mériadeck est un ancien marais, asséché au XIXe siècle pour y construire des échoppes afin de loger les classes populaires bordelaises. C'est un quartier ouvrier et cosmopolite, animé par une foire et de nombreux cafés, bals et maisons closes, mais qui reste fortement paupérisé et dont l'habitat se dégrade. En 1955, Jacques Chaban-Delmas, maire de Bordeaux, décide de la reconstruction du quartier sous forme de barres d'immeubles, en vogue à l'époque, mais cette fonction de logement est finalement abandonnée au profit de la création d'un quartier d'affaires et d'administrations sous forme de tours cruciformes construites sur dalle à partir de 1963. Un jardin est inséré au centre du quartier, dessiné par l'atelier d'architectes local Salier Lajus Courtois Sadirac.

## Description
La Terrasse du 8 mai 1945 forme la plus grande part du quartier Mériadeck, avec plus d'un tiers de la superficie de celui-ci. Elle est bordée par la rue Courpon au nord, par le cours d'Albret à l'est, par le cours du maréchal Juin au sud et par la rue du Corps Franc-Pommiès à l'Ouest, et traversée par la rue Jean-Fleuret dans le sens ouest-est et le souterrain de la rue du Château d'Eau dans le sens nord-sud. Elle se compose de deux ensembles architecturaux distincts situés de part et d'autre de la rue Jean Fleuret et reliés par trois passerelles : l'Esplanade Charles-de-Gaulle , construite de 1973 à 1983, et les Terrasses du Ponant, construites de 1987 à 2010. Elle est par ailleurs reliée par deux passerelles à la Terrasse du Général Koenig, par une passerelle à la Terrasse du Front du Médoc et par une dernière passerelle au centre commercial. Cette dernière dessert par ailleurs la station de la ligne A du tramway Mériadeck via un escalier mécanique. Trois escaliers monumentaux relient la Terrasse au reste de la ville : deux sont situés sur le cours du Maréchal Juin, et un donne sur les jardins de l'Hôtel de Ville, cours d'Albret. D'autres accès sont disséminés dans les rues adjacentes, sous forme d'escaliers ou de plans inclinés.

### Bâtiments
- Hôtel de la métropole (anciennement Hôtel de la CUB), haute tour de 24 étages dessinée par Jean Willerval (Paris) et construite de 1977 à 1979.
- Hôtel de la préfecture, dessiné par Jean-Pierre Dagbert et Pierre Dufau (Paris) et construit en 1977.
- Le Ponan, bâtiment d'habitation du bailleur Gironde Habitat, conçu par Jacques Salier, Adrien Courtois et Patrick Fouquet (Bordeaux), inauguré en 1979
- Résidence Charles de Gaulle : immeuble de logements abritant aussi les bureaux de la SGAR de la Gironde, dessiné par Francisque Perrier (Bordeaux) et livré en 1980.
- Tour Allianz, dessinée par la SCPA Arretche-Karasinki (Paris) et construite en 1983, abrite des bureaux de l'assureur éponyme (anciennement AGF)
- Le Cardinal : immeuble de logements dessiné par Francisque Perrier et inauguré en 1983.
- Tour Cristal : tour de bureaux du Conseil Général, dessinée par Joël Gourvellec et Victor Maldonado, inaugurée en 1983.
- Novotel : hôtel dessiné par Michel Pétuaud-Létang (Bordeaux) et livré en 1987.
- Les Citadines : bâtiment conçu par la Société d'Architecture Guinot et construit en 1989, assurant des hébergements de type "Appart'hôtel".
- Hôtel Ibis : dessiné par Jean-Philippe Brisou, Jean-Claude Renaudet et Jean-Paul Luquot, livré en 1989
- Conseil départemental de la Gironde : immeuble dessiné par Jean Willerval et construit en 1991, ayant subi une extension lourde en 2010.

L'immeuble La Croix du Mail a été détruit en 2012 et a laissé place à la Cité Municipale de Bordeaux, immeuble de bureaux de la mairie.

## Transports

### Transports en commun
- Station Mériadeck de la ligne A du tramway
- Bus 26 arrêt Préfecture
- Bus 4 arrêt Bibliothèque
- Bus 5N et 5S arrêt Palais de Justice (terminus) .
- Bus 1, 4, 15, 16 et 83 à l'arrêt Hôtel de Ville[3].

### Vélos en libre service
3 stations VCub à proximité : Mériadeck, André Lhôte et Place du Palais.

### Voitures en libre service
Station BlueCub rue Claude Bonnier.